# Espace urbain de Péronne
Cet article court présente un sujet plus développé dans : Espace urbain.
L’espace urbain de Péronne est un espace urbain français centré sur la ville de Péronne, dans la Somme. C'était, en 1999, le 90e des 96 espaces urbains français par la population, il comportait alors quinze communes.